# Kronofili
 For alternative betydninger, se Kronofili (flertydig). (Se også artikler, som begynder med Kronofili)
Kronofili er en fællesbetegnelse for alle aldersfokuserede seksuelle begær, hvor en person seksuelt tænder på en person, der tilhører en bestemt aldersgruppe. Begrebet blev opfundet af psykologen John Money. Begrebet omfatter pædofili (tiltrækning til børn), hebefili (tiltrækning til unge) og gerontofili (tiltrækning til ældre mennesker). Kun pædofili er klassificeret generelt som problematisk.
| Sex | Spire Denne artikel om sex eller sexologi er en spire som bør udbygges. Du er velkommen til at hjælpe Wikipedia ved at udvide den. |